# Verdrag van Parijs (1498)
Het Verdrag van Parijs was een overeenkomst gesloten tussen Filips de Schone en Lodewijk XII van Frankrijk op 2 augustus 1498, die in grote lijnen de Vrede van Senlis bevestigde. Hierdoor legde Filips de Schone zich erbij neer dat Bourgondië altijd Frans zou blijven.

## Geschiedenis
Veel meer dan zijn voorganger Karel VIII van Frankrijk keerde Lodewijk XII de blik naar het zuiden en wenste hij niet dat conflicten in het noorden de Tweede Italiaanse Oorlog zouden doorkruisen, die hij op het punt stond te beginnen. De Franse annexaties als gevolg van de Bourgondische Successieoorlog waren weliswaar bevestigd door de Vrede van Atrecht (1482) en de Vrede van Senlis (1493), maar dat betekende niet dat hij erop kon rekenen dat de ambitie om het Bourgondische stamland te heroveren was uitgedoofd. Tegen de zin van zijn vader, keizer Maximiliaan I, verklaarde Filips de Schone zich akkoord om persoonlijk afstand te doen van alle aanspraken op de gebieden die twintig jaar voordien op zijn moeder waren veroverd, alsook om de aanspraken op Gelre te laten vallen. Hij voerde een politiek van pacificatie. Door het verdrag kreeg Vlaanderen de steden Béthune, Aire en Hesdin terug.
De sluiting van het verdrag vond plaats op 20 juli en de ondertekening op 2 augustus 1498. In zijn brief van 16 augustus stemde Filips de Schone toe om voor Kroon-Vlaanderen en Artesië leenhulde te brengen aan Lodewijk XII. Vervolgens werden de Staten-Generaal van Bourgondië en van de Nederlanden bijeengeroepen om het verdrag goed te keuren. Keizer Maximiliaan reisde in januari 1499 af naar Antwerpen in een poging dat te verhinderen, maar zonder resultaat. Op 5 juli 1499 bracht Filips de Schone leenhulde in handen van de Franse kanselier Guy de Rochefort voor de graafschappen Vlaanderen, Artesië en Charolais.
Hoewel het verlies van Bourgondië definitief bleek, zouden Filips' nazaten, de koningen van Spanje, zich nog tot 1680 de titel hertog van Bourgondië aanmeten.

## Voetnoten
1. ↑  Monique Chatenet en Pierre-Gilles Girault, Fastes de cour. Les enjeux d'un voyage princier à Blois en 1501, 2022, p. 20
2. ↑  Xavier Mabille, "La formation de l'« espace » belge" in: Courrier hebdomadaire du CRISP, 2022, p. 12. DOI:10.3917/cris.2538.0005